# Efeito Marte

Diagrama de Gauquelin que mapeia a incidência da hora do nascimento e da latitude da posição natal de Marte em relação à eclíptica da Terra em rotação, mostrando picos logo após seu surgimento diário e culminação no meio do céu (o horizonte e o meio do céu são marcados por linhas perpendiculares). A órbita de Marte no céu é representada por 12 setores no círculo, 6 acima do horizonte e 6 abaixo. A linha traçada mostra a suposta maior incidência de nascimentos de campeões esportivos nos principais setores 1 e 4 da órbita de Marte

Efeito Marte é uma alegada correlação entre a posição do planeta Marte no céu no momento do nascimento e o fato desta pessoa ser um grande atleta. Foi proposta inicialmente do psicólogo e "neo-astrólogo" francês Michel Gauquelin. Se este efeito fosse verdadeiro, seria uma evidência científica da validade da astrologia.
Em seu livro "L`influence des astres" ("A influência dos astros", 1955) Gauquelin sugeriu que um número estatisticamente significativo de campeões esportivos havia nascido logo após o planeta Marte subir ou culminar no horizonte. Ele também dividiu o plano da eclíptica em doze setores, identificando dois setores "principais" de significância estatística.
O trabalho de Gauquelin foi inicialmente aceito por alguns pesquisadores, incluindo o psicólogo Hans Eysenck, no entanto, tentativas de validar os dados e replicar o efeito produziram resultados desiguais, principalmente devido a divergências quanto à seleção e análise do conjunto de dados. Além disso, pesquisadores explicam o Efeito Marte por viés de seleção, favorecendo campeões que nasceram em um setor-chave de Marte e rejeitando aqueles que não eram da amostra. Como o fenômeno em questão depende da rotação diária da Terra, a disponibilidade e a precisão dos dados de tempo e local de nascimento são cruciais para esse estudo, assim como o critério de "eminência". Desta forma, o efeito Marte não possui respaldo científico.

## Recepção do trabalho na academia
O trabalho de Gauquelin, a princípio um cético da astrologia, não se limitou ao efeito de Marte: seus cálculos o levaram a rejeitar a maioria das convenções da astrologia natal como é praticada no ocidente, mas ele destacou "correlações estatísticas altamente significativas entre as posições planetárias e os tempos de nascimento de pessoas bem sucedidas." Essa alegação dizia respeito não apenas a Marte, mas a cinco planetas, correlacionados com o sucesso em campos amplamente compatíveis com os "governantes planetários" tradicionais da astrologia. No entanto, em parte porque sucesso no esporte é mais quantificável, discussões posteriores tendem a dar mais enfoque ao "efeito Marte".

### Parecer do Comitê Belga de Investigação Científica de Fenômenos Ditos Paranormais
Em 1956, Gauquelin convidou o Comitê Belga de Investigação Científica de Fenômenos Ditos Paranormais para revisar suas descobertas, mas somente em 1962 Jean Dath corroborou as estatísticas que Gauquelin havia apresentado e sugeriu uma tentativa de duplicação usando atletas belgas. Nessa época, Gauquelin havia publicado Les Hommes et Les Astres (1960), oferecendo mais dados. O Comitê testou o efeito de Marte em 1967 e o replicou, embora a maioria dos dados (473 de 535) ainda tenha sido coletada pelo próprio Gauquelin. O comitê, suspeitando que os resultados poderiam ter sido um artefato, reteve suas descobertas por mais oito anos e depois citou "erros demográficos" não especificados em suas descobertas. Análises internas não publicadas contradizem isso. Uma, do Professor Koenigsfeld, presidente do Comitê, dizia: “De fato, verificamos os cálculos do sr. Gauquelin e concordamos com eles… Mas não concordamos com suas conclusões, que não podemos aceitar”. Diante disso, um membro do comitê, Luc de Marré, renunciou em protesto. Em 1983, Abell, Kurtz e Zelen (veja abaixo) publicaram uma reavaliação, rejeitando a ideia de erros demográficos, dizendo: “Gauquelin permitiu adequadamente fatores demográficos e astronômicos na previsão da distribuição esperada dos setores de Marte para os tempos de nascimento na população em geral”.

### Teste de Zelen
Em 1975, o jornal de Paul Kurtz, The Humanist, publicou um artigo sobre astrologia criticando Gauquelin. Em seguida, o professor Marvin Zelen, estatístico e associado do recém-fundado Comitê de Investigação Científica das Reivindicações do Paranormal (CSICOP), propos em um artigo de 1976 no mesmo periódico que, a fim de eliminar qualquer anomalia demográfica, Gauquelin escolhia aleatoriamente 100 atletas de seu conjunto de dados de 2.088 e verifica as correlações nascimento / planeta de uma amostra de bebês nascidos nos mesmos horários e locais, a fim de estabelecer um grupo de controle, fornecendo à base Expectativa da taxa (chance) de comparação (os 100 atletas aleatórios expandiram-se posteriormente para uma subamostra de 303 atletas).
Em abril de 1977, o pesquisador do CSICOP, George O. Abell, escreveu a Kurtz afirmando que o teste de Zelen havia sido favoravel a Gauquelin, já que Gauquelin também já havia realizado o teste que o professor Zelen havia proposto, descobrindo que a chance de expectativa de setor de Marte no setor chave para a população em geral (ou seja, não campeões) era de cerca de 17%, significativamente inferior aos 22% observados para campeões atléticos. No entanto, o artigo subsequente de Zelen, Abell e Kurtz não declarou claramente esse resultado, mas questionou os dados originais. Em uma refutação da conclusão publicada por Gauquelin, Marvin Zelen analisou a composição, não dos 17.000 não campeões do grupo controle, mas dos 303 campeões, dividindo essa subamostra secundária (que já era pequena demais para testar 22% vs 17%) eliminando atletas do sexo feminino, um subgrupo que deu os resultados mais favoráveis a Gauquelin, e dividindo os demais atletas em seções da cidade / rural e seções parisienses / não parisienses.
Antes e depois da publicação dos resultados de Zelen, o astrônomo e membro fundador do CSICOP, Dennis Rawlins, o único astrônomo do Conselho CSICOP na época, se opôs repetidamente ao procedimento e à subsequente denúncia do CSICOP sobre o procedimento. Rawlins pediu em particular que os resultados de Gauquelin fossem válidos e que o "teste de Zelen" só pudesse confirmar isso e que Zelen havia se desviado do objetivo original do teste de controle, que era verificar a taxa básica de nascimentos com Marte na "chave" setores. Pareceu-lhe que o teste havia minimizado a importância das correlações de Marte / setor-chave com os atletas, dividindo a amostra de atletas e que os experimentadores, que deveriam estar mantendo os padrões científicos, estavam na verdade enviesados, e por isso distorcendo e manipulando evidências para ocultar a amostra.
A análise de Kurtz-Zelen-Abell dividiu a amostra principalmente para examinar a aleatoriedade dos 303 campeões selecionados, a não aleatoriedade demonstrada por Rawlins em 1975 e 1977. O artigo "Challenge to Gauquelin" de Zelen, em 1976, havia declarado: "Agora temos um forma objetiva de corroboração ou desconfirmação inequívoca ... de resolver esta questão ", considerando que esse objetivo foi agora contestado. Rawlins fez objeções processuais, afirmando; "... encontramos uma correlação inversa entre tamanho e desvio nas subamostras de atletas de Marte (ou seja, quanto menor a subamostra, maior o sucesso) - que é o que se esperaria se o viés tivesse infectado o bloqueio dos tamanhos das subamostras".
O CSICOP também alegou, após revisar os resultados, que as amostras de Gauquelin não haviam sido escolhidas aleatoriamente. Eles tiveram dificuldade em encontrar partos suficientes na mesma semana e na mesma aldeia para comparar com campeões nascidos em áreas rurais e, portanto, escolheram apenas campeões nascidos em cidades maiores. A lista total original de Gauquelin, com cerca de 2.088 campeões, incluía 42 parisienses e sua subamostra de 303 atletas também incluía 42 parisienses. Além disso, Paris é dividida em 20 distritos, diferentes classes econômicas e grupos étnicos habitando habitualmente diferentes distritos. Gauquelin comparou os 42 campeões parisienses (que nasceram em toda a Paris) a não campeões de apenas um distrito. Se a correlação de 22% fosse um artefato parcialmente baseado em fatores como manutenção de registros rurais, diferenças econômicas, de classe ou étnicas nos padrões de nascimento, esse fato seria obscurecido por essa seleção não aleatória.

### Estudos com atletas dos EUA pelo CSICOP
Ao mesmo tempo, o CSICOP iniciou um estudo de atletas dos EUA em consulta com Zelen, Abell e Rawlins. Os resultados, publicados em 1979, mostraram um resultado negativo. Gauquelin afirmou que o grupo KZA enviesou o estudo, demonstrando uma preferência geral por atletas medíocres e ignorando seus critérios de eminência, e que eles incluíam jogadores de basquete e pessoas nascidas após 1950.

### Estudo do CFEPP
Em 1994, os resultados de um grande estudo realizado pelo Comitê para o Estudo dos Fenômenos Paranormais (CFEPP) na França não encontraram nenhuma evidência de um "Efeito Marte" no nascimento de atletas. O estudo havia sido proposto em 1982 e o Comitê havia concordado com antecedência em usar o protocolo sobre o qual Gauquelin insistia. O relatório da CFEPP foi "vazado" para o jornal holandês Trouw.
Em 1990, o CFEPP havia publicado um relatório preliminar sobre o estudo, que utilizou 1.066 campeões franceses do esporte, fornecendo dados completos para os 1.066, bem como os nomes de 373 que se enquadravam nos critérios, mas para os quais o nascimento não estava disponível, discutindo a metodologia e listando dados -critério de seleção. Em 1996, o relatório, com um comentário de J. W. Nienhuys e várias cartas de Gauquelin ao Comitê, foi publicado em forma de livro como The Mars Effect – A French Test of Over 1,000 Sports Champions. O CFEPP afirmou que seu experimento não mostrou efeito e concluiu que o efeito era atribuível ao viés na seleção dos dados de Gauquelin, apontando as sugestões feitas por Gauquelin ao Comitê para mudanças em sua lista de atletas.

### Explicação estatística
Alguns pesquisadores argumentaram que Gauquelin não ajustou a significância estatística do Efeito Marte para múltiplas comparações e não abordou o assunto em suas publicações. O argumento simplificado e ilustrativo da vitrine é explicado aqui: Existem 10 corpos celestes e 12 setores para eles estarem. Além disso, existem 132 combinações de pares de setores e, portanto, 1320 combinações diferentes de um planeta com dois setores. Há cerca de 25% de chance de encontrar pelo menos uma dessas combinações (de um planeta e dois setores) para um conjunto de dados aleatórios do mesmo tamanho que os de Gauquelin que produziriam um resultado com aparente significância estatística como o obtido por Gauquelin. Isso implica que, após o ajuste para múltiplas comparações, o efeito Marte não é mais estatisticamente significativo, mesmo no nível de significância modesto de 0,05, e provavelmente é um falso positivo.
Geoffrey Dean sugeriu que o efeito pode ser causado pelo auto-relato das datas de nascimento pelos pais, em vez de qualquer problema com o estudo de Gauquelin. Gauquelin não conseguiu encontrar o efeito de Marte nas populações depois de 1950. Dean apresentou a ideia de que isso pode ser devido a aumentos nos médicos que relatam a hora do nascimento, em vez de nos pais. As informações sobre informações incorretas não estavam disponíveis para Gauquelin na época. Dean disse que a declaração incorreta de 3% da amostra explicaria o resultado.